# Выборы организаторов чемпионата Европы по футболу 2016
Выборы организаторов чемпионата Европы по футболу 2016 состоялись 28 мая 2010 в Женеве. За принятие чемпионата боролись заявки Франции, Италии и Турции, победу одержала заявка Франции.

## Правила голосования

### Состав исполкома УЕФА
В голосовании приняли участие 13 членов исполкома УЕФА:
- Джефф Томпсон
- Анхель Мария Вильяр
- Мариос Лефкаритис
- Джозеф Мисфуд
- Франтишек Лауринец
- Жилберту Мадаил
- Григорий Суркис
- Лютаурас Варанавичюс
- Алан Хансен
- Авраам Лузон
- Мирча Санду
- Михаэль ван Праг
- Тео Цванцигер

Правом голоса не обладали члены исполкома, чьи страны участвовали в голосовании:  Мишель Платини,  Сенеш Эрзик и  Джанкарло Абете.

### Принципы
В первом раунде каждый из голосующих расставлял страны кандидаты в порядке приоритета: первая страна получала 5 очков, вторая 2 очка, а третья 1 очко. По итогам первого раунда занявшая третье место заявка выбывала. Во втором раунде определялся победитель конкурса на основе простого большинства голосов.

## Результаты
Франция победила во втором туре с перевесом в один голос.
| Кандидат | 1-й тур | 2-й тур |
| -------- | ------- | ------- |
| Франция  | 43      | 7       |
| Турция   | 38      | 6       |
| Италия   | 23      | Выбыла  |
| Итого    | 104     | 13      |

## Заявки

### Франция
Президент Французской федерации футбола Жан-Пьер Эскалетт объявил о намерении Франции принять участие в дебатах 18 апреля 2007 года. Фредерик Тирье отметил, что они будут лучшим кандидатом из-за качества уже существующей инфраструктуры. 11 декабря 2007 г. министр спорта Франции Бернар Лапорт заявил, что предложение получит полную поддержку правительства и будет представлено в конце 2008 или начале 2009 годов.
ФФФ официально подтвердила заявку Франции 13 февраля 2009 года.

#### Города и стадионы
Список принимающих городов/стадионов, предложенных для участия в заявке на 2016 год (три позже будут выбраны в качестве резервных):
- Сен-Дени: Стад де Франс, текущая вместимость 81 338 (Элитный стадион УЕФА)
- Марсель: стадион «Оранж Велодром», текущая вместимость 60 013 человек (увеличение вместимости до 70 000 человек).
- Ланс: стадион «Боллар-Делелис», текущая вместимость 41 809 (увеличение вместимости до 50 000)
- Париж: «Парк де Пренс», текущая вместимость 48 713 человек.
- Сент-Этьен: стадион «Жоффруа-Гишар», текущая вместимость 35 616 человек (увеличение вместимости до 42 000 человек).
- Тулуза: Муниципальный стадион, текущая вместимость 35 472 человека (увеличение вместимости до 40 000 человек).
- Страсбург: Стад де ла Мено, текущая вместимость 29 320 человек (увеличение вместимости до 36 000 мест).
- Нанси: стадион «Марсель Пико», текущая вместимость 20 087 человек (увеличение вместимости до 35 000 человек).
- Новые стадионы:
- Лион: Парк Олимпик Лионне, вместимость 62 500 человек.
- Вильнёв-д’Аск (Лилль): Пьер Моруа, вместимость 50 000 человек.
- Бордо: новый стадион вместо «Шабан-Дельмас» вместимостью 42 000 зрителей
- Ницца: новый стадион вместо «Стад дю Рэ» вместимостью 35 000 зрителей

### Турция
После неудачных заявок на Евро-2008 (совместная заявка с Грецией) и неудача с заявкой 2012 года Турция возобновила намерения провести Евро-2016, о которых впервые заявил покойный президент Турецкой федерации футбола Хасан Доган после Евро-2008. Он также упомянул, что были «позитивные переговоры» между ним и Мишелем Платини по этому вопросу.
7 февраля 2009 года ТФФ представила УЕФА официальную информацию о своей кандидатуре на проведение Евро-2016. Среди претендентов Турция осталась единственной страной, которая не принимала ни чемпионатов Европы, ни чемпионатов мира.
23 декабря 2009 года министр спорта Турции Фарук Нафиз Озак объявил официальный логотип кандидата Турции и восемь городов-организаторов (Анкара, Анталия, Бурса, Эскишехир, Стамбул, Измир, Кайсери и Конья) и три резервных города (Адана, Шанлыурфа и Трабзон). для заявки страны. Турция планирует провести турнир на девяти стадионах в восьми городах, а Стамбул примет два стадиона.
Турция заявляет, что не будет проводить никаких других игр, если не получит Евро-2016.

#### Города и стадионы
Предлагаемые Турцией города и стадионы для Евро-2016 были следующими:
- Главный стадион: Анкара — Новый стадион Анкары, который будет построен, вместимость 43 303 человека.
- Анталья — Новый стадион Анталии, который будет построен, вместимость 44 331 человек.
- Бурса — Новый стадион Бурсы, который будет построен, вместимость 33 000 человек.
- Эскишехир — Новый стадион Эскишехир, который будет построен, вместимость 37 072 человека.
- Стамбул

1. Олимпийский стадион Ататюрка (предполагаемый для места проведения финала) будет полностью закрыт на реконструкцию, вместимость 76 092 человека (Элитный стадион УЕФА). (Увеличение вместимости до 81 106 нетто и 94 555 брутто)
2. Стадион Неф, вместимость 52 647 человек.

- Измир — Новый Измирский стадион, который будет построен, предполагаемая вместимость около 41 540 человек.
- Кайсери — Кадир Хас, готов, вместимость 33 296 человек.
- Конья — Новый стадион Коньи, который будет построен, вместимость 37 000 человек.

Резервные стадионы:
- Адана — Новый стадион Аданы, который будет построен, вместимость 30 000 человек не объявлена.
- Трабзон — Новый стадион в Трабзоне, который будет построен, вместимость не объявлена, предполагается, что он вмещает около 40 000 человек.
- Шанлыурфа — Стадион Шанлыурфа, готов, вместимость 30 000 человек

Заявка Турции запланирована на семь новых стадионов, пять существующих стадионов будут улучшены. Ожидаемые затраты ТФФ в размере 1,65 миллиарда евро на новые инвестиции и улучшения стадионов, инфраструктуры (транспорт и размещение) и туризма.
Точные подробности о заявках и проектах на стадионы были раскрыты широкой публике 15 февраля 2010 года, когда УЕФА снял запрет на продвижение страны.

### Италия
После нескольких месяцев спекуляций в итальянских СМИ Итальянская федерация футбола решила подать официальную заявку 2 марта 2009 года, а президент ИФФ Джанкарло Абете заявил, что его страна «не может отказаться от проведения крупных международных мероприятий» после федерального Заседание Совета в Риме.
Итальянская заявка на проведение предыдущего турнира в 2012 году была неожиданно побеждена совместным предложением Польши и Украины при финальном голосовании в апреле 2007 года (Италия заняла 2 место). 11 сентября 2009 года во время семинара УЕФА, посвящённого стадионам и безопасности, руководитель проекта Кандидат от Италии на Евро-2016 Микеле Ува сказал: «Евро-2016 — главная цель для Италии, для этой Федерации и для всего итальянского спортивного движения. В этом процессе будет задействовано все превосходство Италии. Мы знаем, что нас поддерживают все политические силы, 42 миллиона итальянцев, которые любят футбол, органы государственной власти, футбольные клубы и деловой мир».
УЕФА заявили, что им потребуется как минимум девять стадионов для расширенного турнира с 24 командами и 51 матчем в 2016 году, а 20 сентября 2009 года Италия подтвердила, что она предложит в своём досье заявки все двенадцать принимающих городов, включённых в заявку 2012 года.
«Евро-2016 представляет собой историческую возможность преобразовать качество, безопасность и атмосферу итальянских стадионов», — сказал Абете в своём заявлении после того, как итальянская заявка представила свой официальный логотип для кандидатуры той же национальной сборной в мяч с географической формой Италии (штамп в центре мяча).

#### Города и стадионы
Список принимающих городов / стадионов, предложенных для участия в заявке на 2016 год (позже три должны были быть номинированы в качестве резервных):
- Бари — Стадио Сан-Никола: Текущая вместимость 58 248 человек. (Планируется ремонт)
- Кальяри — Стадио Сант-Элия: Текущая вместимость 23 486 человек. (Новый стадион был предложен Кальяри Кальчо)
- Чезена — Стадио Дино Мануцци: Текущая вместимость 23 860 человек. (Планируется ремонт)
- Флоренция — Стадио Артемио Франки: Текущая вместимость 47 282 человека. (Новый стадион был предложен ACF Fiorentina)
- Милан — Стадион Джузеппе Меацца: Текущая вместимость 80 074 человека.
- Неаполь — Стадион Сан-Паоло: Текущая вместимость 60 240 человек. (Планируется ремонт)
- Палермо — Стадион Ренцо Барбера: Текущая вместимость 37 619 человек. (Новый стадион был предложен городом США в Палермо)
- Парма — Стадион Эннио Тардини: Текущая вместимость 28 700 человек. (Планируется ремонт)
- Рим — Олимпийский стадион: Текущая вместимость 72 700 человек.
- Турин — Стадион Ювентус: Планируемая вместимость — 41 000 зрителей. (В разработке)
- Удине — Стадион Фриули: Текущая вместимость 41 652 человека. (Планируется ремонт)
- Верона — Стадион Марк Антонио Бентегоди: Текущая вместимость 39 211 человек. (Планируется ремонт)

## Отказавшиеся от борьбы

### Норвегия/Швеция (совместная заявка)
Норвегия и Швеция объявили о своём намерении совместно провести чемпионат. Заявка была подтверждена Футбольной ассоциацией Норвегии и Шведской футбольной ассоциацией на пресс-конференции в Осло 26 февраля 2009 года. Однако в конце концов в декабре 2009 года он был отозван из-за отсутствия политической поддержки в обеих странах. Швеция, хозяева 1992 года и Норвегия ранее участвовали в беспрецедентной «скандинавской заявке» на Евро-2008. Это было вместе с Финляндией и Данией.

### Шотландия/Уэльс (совместная заявка)
В декабре 2006 года Футбольная ассоциация Уэльса объявила, что предварительно рассматривает возможность совместного проведения турнира с Футбольной ассоциацией Шотландии. Шотландия вместе с Республикой Ирландия подали заявку на участие в Евро-2008, и было много дискуссий о том, следует ли стране рассматривать возможность индивидуальной заявки на Евро-2016. Вхождение в правительство Шотландской национальной партии (ШНП) усилило надежды на такой исход.
В комментариях первого министра Шотландии Алекса Салмонда было высказано предположение, что может быть рассмотрена заявка Шотландии и Уэльса, но индивидуальная заявка Шотландии будет предпочтительнее, если это возможно с точки зрения логистики. В июне 2008 года Салмонд, и первый министр Уэльса Родри Морган поддержали совместную заявку Шотландии и Уэльса, особенно когда было объявлено об увеличении размера турнира. Однако 1 марта 2009 года обе страны объявили, что они отменили свои планы из-за экономического спада.

### Ирландская республика
В декабре 2002 года, после неудачной заявки Шотландии на проведение Евро-2008, Футбольная ассоциация Ирландии не смогла принять участие в дебатах. Это произошло из-за того, что у них не было достаточного количества стадионов для подачи одиночной заявки, а партнёра по совместной заявке не было.

### Россия
Ходили слухи о потенциальной заявке России на проведение Евро-2016; Президент Российского футбольного союза Виталий Мутко заявил, что «у России есть хорошие шансы стать хозяином этого чемпионата». Однако Россия не подала заявку до истечения крайнего срока, вместо этого решив сосредоточиться на своей заявке на чемпионат мира по футболу 2018 года, которую они позже выиграли.